# Археология американского континента

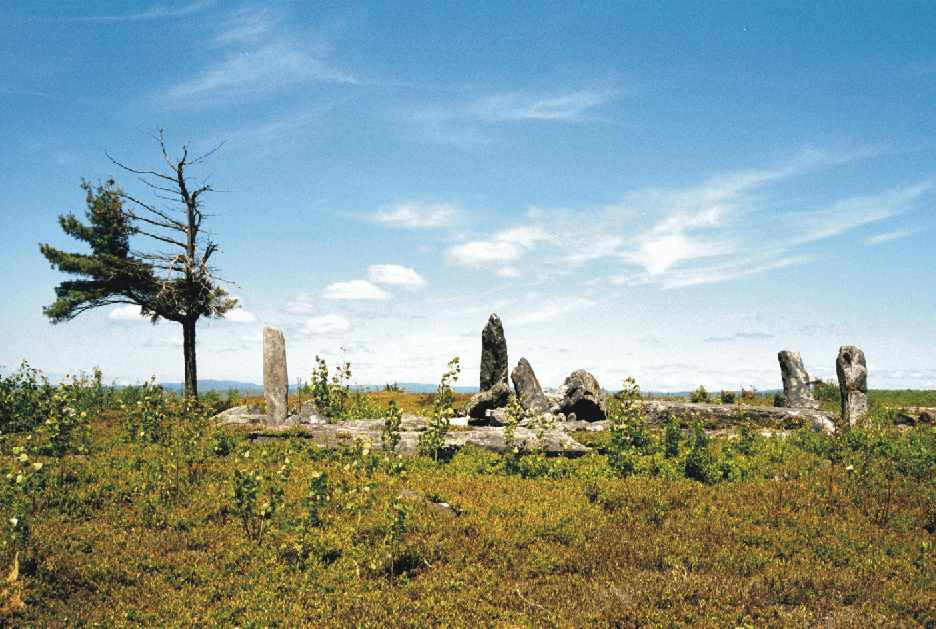
Кромлех в Бёрнт-Хилл, Массачусетс, США

Археология американского континента охватывает доколумбовы культуры Северной, Центральной, Карибской и Южной Америки. Частично она пересекается с изучением истории и культуры индейских народов. Кроме того, она затрагивает такие проблемы, как доколумбовы контакты европейцев с Америкой и историю первых европейских колонизаторов.

## Хронология
Верхний ряд — Старый свет

Нижний ряд — Америка

Деление доколумбовой хронологии отличается от европейской или азиатской во избежание хронологической путаницы, поскольку культурные явления, аналогичные евроазиатским, в Америке имели место с отставанием в несколько тысяч лет.
Наиболее подробную классификацию доколумбовых археологических культур предложили Гордон Уилли и Филип Филлипс (Philip Phillips) в книге 1958 г. «Метод и теория американской археологии» (англ. Method and Theory in American Archaeology). Они разделили археологические находки Америки на пять следующих стадий:
- Литический период, или период палеоиндейцев, для которого характерна охота на крупную дичь. В большинстве мест относится ко времени до 8000 г. до н. э. Характерные примеры: культура Кловис, фолсомская традиция и различные другие культуры палеоиндейцев. По основным характеристикам примерно соответствует евроазиатскому верхнему палеолиту.
- Архаический период, для которого характерно интенсивное собирательство диких ресурсов после вымирания большей части крупной дичи. В большинстве случаев охватывает время 8000 — 1000 гг. до н. э. Характерными примерами являются арктическая традиция малых орудий (en:Arctic small tool tradition), культуры Поверти-Пойнт и Чинчорро. По основным характеристикам примерно соответствует евроазиатскому мезолиту и раннему неолиту.
- Постархаический период (только Канада и США, в книге Уилли и Филлипса не рассматривается). По основным характеристикам примерно соответствует евроазиатскому неолиту. Характерен для большей части Северной Америки, тогда как в Мезоамерике и Южной Америке развитие пошло более быстрыми темпами. В свою очередь, для данного периода принята более подробная классификация.

Следующие три периода, рассматриваемые у Уилли и Филлипса, напротив, не относятся к доколумбовой истории Канады и США.
- Формационный период, определяемый как «сельскохозяйственный». В Мезоамерике охватывает период 1000 г. до н. э. по 500 г. н. э., в Северной Америке наступил тысячелетием позднее. Примерами являются, в частности, дорсетская культура, сапотеки, древние пуэбло, ольмеки и миссисипская культура. Термин «формационный период», как правило, относится только к мезоамериканским культурам. По основным характеристикам примерно соответствует евроазиатскому раннему бронзовому веку.
- Классический период, или период «ранних цивилизаций». По мнению Уилли и Филлипса, его достигли только культуры Мезоамерики и Анд, где он охватывает время 500—1200 гг. н. э. Примеры: ранняя цивилизация майя и тольтеки.
- Постклассический период, или «поздние доиспанские цивилизации». Датируется периодом с 1200 г. и до европейской колонизации. Постклассическими являются поздняя цивилизация майя и культура ацтеков.

Указанная классификация является в значительной мере упрощённой, поскольку от неё имеются многочисленные региональные отклонения и вариации.

## Археология по странам

### Северная Америка
Знакомство европейских поселенцев с культурами индейцев, по мнению А. Л. Монгайта и А. Амальрика, стимулировало прорыв в европейской археологии. До тех пор, пока аналоги европейских доисторических орудий не были обнаружены у живых индейских культур, большая часть этих орудий рассматривалась как чисто природные феномены.
Несмотря на это, вплоть до середины XIX века общественное мнение в США приписывало многие памятники доколумбовых культур (прежде всего курганы юго-востока США) не индейцам, а исчезнувшим местным цивилизациям или уже известным культурам Старого Света (викингам, финикийцам и т. п.) — предполагалось, что индейцы были «слишком дики», чтобы создать подобное.
Систематическое изучение древних памятников начинается со второй половины XIX века. Тогда же основан Смитсоновский институт.
В настоящее время археологические исследования в США регулируют ряд законов, в частности, Закон о защите и репатриации захоронений коренных американцев, который требует передавать найденные археологами останки индейцев и культурные памятники племенам, к которым эти находки имеют отношение. Ряд находок, в частности, Кенневикский человек, на основании этих законов стали предметами судебных тяжб между индейцами и археологами.

#### Музеи
Музей американских индейцев

#### Организации
- Смитсоновский институт